# Julie Sondra Decker
Julie Sondra Decker (née le 17 janvier 1978 à Tampa) est une écrivaine, youtubeuse et militante américaine, également connue sous son pseudonyme SwankiVY. Ses travaux sont principalement consacrés à l'asexualité. Son livre Asexualité : comprendre l'orientation invisible a été nommé pour les Lambda Literary Awards en 2015.

## Biographie
Julie Sondra Decker naît le 17 janvier 1978 à Tampa. Elle grandit dans une famille hostile aux « modes de vie alternatifs ». Enfant, elle se passionne pour la lecture et l'écriture.
Julie Sondra Decker réalise qu'elle est asexuelle à l'âge de 15 ans. Elle se définit alors comme « non-sexuelle » (nonsexual), jusqu'à découvrir le terme « asexuel », qu'elle utilise par la suite, par le biais de l'Asexual Visibility and Education Network (en). À 19 ans, un de ses amis hommes l'agresse sexuellement, prétendant « soigner » son asexualité. Elle parvient à le repousser. Des années plus tard, elle évoque cet événement pour dénoncer les viols correctifs à l'égard des personnes asexuelles.
Julie Sondra Decker ouvre sa chaîne YouTube, le 26 septembre 2006. Elle utilise ce médium pour parler de son expérience autour de l'asexualité, notamment au travers de vlogs et de vidéos pédagogiques,.
En plus de son engagement pour la communauté asexuelle, Julie Sondra Decker écrit des romans de science-fiction et fantasy, ainsi que des nouvelles, à destination des enfants et des adultes.

## Asexualité: comprendre l'orientation invisible
En 2014, Julie Sondra Decker publie The Invisible Orientation: An Introduction to Asexuality, l'un des premiers ouvrages de non-fiction traitant d'asexualité écrit par une personne non-professionnelle de la sexualité. L'autrice rapporte avoir voulu rendre accessible des ressources sur l'asexualité pour les personnes concernées.
Le livre présente un travail de définition et d'éducation autour de l'asexualité, et explore les expériences de vie des personnes asexuelles, dans un vocabulaire courant et non académique, par souci d'accessibilité. Il se divise en plusieurs sections, adressées aux concernés, à leurs proches et aux personnes questionnant leur sexualité,.
Julie Sondra Decker y définit l'asexualité comme une orientation sexuelle à part entière, de la même façon que l'hétérosexualité ou l'homosexualité,. Elle différencie également l'asexualité de l'abstinence et du célibat, et décrit les discriminations subies par les personnes asexuelles, y compris au niveau systémique. Elle évoque l'intersection possible mais non systématique entre asexualité et aromantisme. Pour Emma-Li Dowber, la vision proposée par Julie Sondra Decker dans son ouvrage s'inscrit dans la pensée de l'Asexual Visibility and Education Network (en).
The Invisible Orientation a permis de visibiliser le sujet de l'asexualité et de vulgariser les travaux universitaires portant sur ce sujet. Il est cité dans l'édition de 2018 de Representing the Rainbow in Young Adult Literature de Christine A. Jenkins et Michael Cart (en).
Le livre fait partie des finalistes de la catégorie « LGBT Non-Fiction book » du 27e prix Lambda Literary. En 2015, il remporte une médaille d'argent des Independent Publisher Book Awards (en) dans la catégorie « sexualité et relations ».
En 2021, The Invisible Orientation est traduit en français par Michèle Godart, sous le titre Asexualité : comprendre l'orientation invisible.

## Œuvre
- Asexualité : comprendre l'orientation invisible, Améthyste éditions, 2021 (The Invisible Orientation: An Introduction to Asexuality, Carrel Books, 2014  (ISBN 9781631440021)), trad. Michèle Godart, 403 p.  (ISBN 9791097154783)